# Kokasmágia
A Kokasmágia (Cock Magic) a South Park című amerikai animációs sorozat 255. része (a 18. évad 8. epizódja). Elsőként 2014. november 19-én sugározták az Egyesült Államokban. Magyarországon 2015. április 14-én mutatta be a magyar Comedy Central.
Az epizód a "Magic: The Gathering" kártyajátékról szól, illetve a női sportokról, a kakasviadalokról, az állatok jogairól, illetve tartalmaz nem kevés szexuális félrehallást is a címbeli "kokasmágia" kapcsán.

## Cselekmény
|  | Alább a cselekmény részletei következnek! |

A lányok röplabdacsapatának nagy meccse lesz este, ezért mindenkit meg akarnak hívni. A fiúk elutasítják ezt, mondván, hogy nem érnek rá, mert aznap este lesz a nagy csata, amiben Kenny "Mészárszékkel" csap össze a Mágus Táltos Gálán (ahol a Magic: The Gathering nevű kártyajátékkal játszanak). Kenny meg is nyeri a meccset, aztán másnap arról beszélnek a suliban, hogy milyen brutális volt. Wendy csalódott, amiért Stan nem inkább a röplabdameccsre ment el. Az iskolai takarító félrehívja a fiúkat azzal, hogy ha igazán "hardcore", illegális dolgokat akarnak látni, akkor menjenek el a megadott címre. Mint kiderül, a City Wok pincéjében kakasviadal zajlik, de nem a szó szerinti értelemben: kakasok játszanak egymás ellen "Magic: The Gatheringet", amit kokasmágiának hívnak. Kennynek nem tetszik a dolog, mert sajnálja az állatokat, ezért a többiek kitalálják, hogy vesznek egy saját kakast. Ezalatt a rendőrök elmennek a McCormick-házba, közölve, hogy "kakasmáguskodásról" hallottak a városban, és arra gyanakodnak, hogy Kenny apja az egyik szervező. Randy figyelmezteti a fiúkat a kokasmágia veszélyére, elárulva, hogy az egyetemen ő is csinálta, majd bemutatja, hogyan kellene szerinte. Hamar kiderül, hogy amit Randy "kokasmágiának" nevez, az nem más, mint bűvésztrükkök bemutatása a péniszével. A fiúk elmennek egy farmra, hogy vásároljanak egy kakast, és bár Stan felteszi a kérdést, hogy boldogok-e az állatok, végül mégis választanak maguknak egy fiatal példányt, akiről még nem tudni, hogy milyen stílusban fog játszani - el is nevezik McNuggetsnek. Randy mindeközben újra elkezdi gyakorolni a kokasmágiát, mert tévedésből azt hiszi, hogy újra divatba jött.
McNuggets megnyeri az első meccsét, majd rögtön meghívást is kapnak arra, hogy "játsszanak nagyban". Randy fellép egy gyerekzsúron mint "Csodálandi Randy", a műsorával pedig ijedtséget okoz a gyerekek körében. Az iskolában a röplabdacsapat edzője intéz beszédet a gyerekekhez, hogy nagy csalódás, hogy nem jöttek el többen a meccseikre. A fiúk ezt mind kinevetik, ám amikor Wendy is szól pár szót, aki a csapat kapitánya, Stan ledöbben, mert nem is tudta, hogy a barátnője is játszik. Közben a gyerekzsúrra kihívják a szülők a rendőrséget, akik összetévesztik a kétféle kokasmágiát, ezért letartóztatják őket, valótlan bejelentésért. Aznap este a fiúk elmennek egy Panda Express pincéjében tartott nagy meccsre, kivéve Stant, aki a röplabdameccsre megy. Egy Világtörő Gadnuk nevű kakas is ott van a helyen, aki mindenkit legyőz. A fiúk rájönnek, hogy semmi esélyük nincs ellene, mégis kénytelenek részt venni.
Kenny úgy dönt, hogy maga áll be McNuggets helyére, miközben Cartman telefonon közvetíti az eseményeket Stannek. Kenny már nyerésre áll, amikor a rendőrök rajtaütnek a rendezvényen. Mint kiderül, a szórólapok alapján tudták meg, hogy hova kell jönniük - azonban az nem a kakasviadalra vonatkozott, hanem Randy bűvészkedésére, ugyanis ő a félidei produkció. Miközben Randy elkezdi az előadását, azzal eltereli a figyelmet, és mindenki elmenekül, kivéve Randyt és a rendőröket. Kennyi kétségbeesik, hogy most mi lesz McNuggets-szel, de Stan javasol valamit, ami mindenkinek jó lehet. A következő röplabdameccset úgy játsszák, hogy a lányok csapata McNuggets ellen játszik, aki kártyalapokkal küzd meg ellenük.

## Készítése
A DVD-kommentár tanúsága szerint a "Kanadella" című epizód készítésének vége felé jött az ötlet Trey Parkertől és Matt Stone-tól, hogy vajon a freemium játékok után mivel ütheti el Stan a játékfüggőségét. Ez a társasjáték volt, amint az epizód végén látható is. Ebből jött a következő ötletük: mi lenne, ha a szereplők társasjátékoznának, de az mégis valamilyen módon illegális játék lenne? Fontolóra vették azt is, hogy esetleg nem illegális, hanem véresen komolyan vett játék legyen. Mivel Parker korábban játszott a "Magic: The Gathering"-gel, erre esett a választásuk. Mikor kitalálták a kakasok viadalát, az rögtön adta a "kokasmágia" kifejezést, és Randy történetszálát.
A kommentátor szerepében az eredeti szinkronban Peter Serafinowicz hallható, mivel Parker és Stone szerint csodálatos hangja volt. Eredetileg nyugodt hangszínnel próbálkoztak, mint a golfmeccseken, de hamar rájöttek, hogy ez élettelenné teszi az előadást. Az utolsó pillanatban módosították olyanra, mintha egy ökölvívó-mérkőzés kommentátora lenne, aki izgalomba jön minden egyes trükkösebb megmozdulás láttán.

## Fordítás
Ez a szócikk részben vagy egészben  a   Cock Magic című angol Wikipédia-szócikk ezen változatának fordításán alapul.  Az eredeti cikk szerkesztőit annak laptörténete sorolja fel. Ez a jelzés csupán a megfogalmazás eredetét és a szerzői jogokat jelzi, nem szolgál a cikkben szereplő információk forrásmegjelöléseként.